# Szenegál az 1988. évi nyári olimpiai játékokon
Szenegál a dél-koreai Szöulban megrendezett 1988. évi nyári olimpiai játékok egyik részt vevő nemzete volt. Az országot az olimpián 4 sportágban 23 sportoló képviselte, akik összesen 1 érmet szereztek. Szenegál első érmét szerezte az olimpiai játékok történetében.

## Érmesek
| Érem  | Versenyző     | Sportág  | Versenyszám     |
| ----- | ------------- | -------- | --------------- |
| Ezüst | Amadou Dia Bâ | Atlétika | Férfi 400 m gát |

## Atlétika
Férfi
| Versenyző                                              | Versenyszám     | Előfutam | Előfutam | Előfutam | Negyeddöntő | Negyeddöntő | Negyeddöntő | Elődöntő | Elődöntő | Elődöntő | Döntő   | Döntő    |
| Versenyző                                              | Versenyszám     | Idő      | Hely.    | Össz.    | Idő         | Hely.       | Össz.       | Idő      | Hely.    | Össz.    | Idő     | Helyezés |
| ------------------------------------------------------ | --------------- | -------- | -------- | -------- | ----------- | ----------- | ----------- | -------- | -------- | -------- | ------- | -------- |
| Charles-Louis Seck                                     | 100 m           | 10,64    | 2.       | 50.*     | 10,42       | 4.          | 26.         | kiesett  | kiesett  | kiesett  | kiesett | kiesett  |
| Amadou M'Baye                                          | 100 m           | 10,64    | 3.       | 50.*     | 10,45       | 6.          | 29.         | kiesett  | kiesett  | kiesett  | kiesett | kiesett  |
| Ibrahima Tamba                                         | 200 m           | 21,68    | 3.       | 42.      | 21,93       | 8.          | 38.         | kiesett  | kiesett  | kiesett  | kiesett | kiesett  |
| Ousmane Diarra                                         | 400 m           | 46,86    | 3.       | 32.      | 46,23       | 7.          | 28.         | kiesett  | kiesett  | kiesett  | kiesett | kiesett  |
| Babacar Niang                                          | 800 m           | 1:47,65  | 1.       | 15.      | 1:45,38     | 3.          | 4.          | 1:45,09  | 5.       | 9.       | kiesett | kiesett  |
| Cheikh Tidiane Boye                                    | 800 m           | 1:49,89  | 3.       | 42.      | 1:46,62     | 3.          | 17.         | 1:45,93  | 6.       | 12.      | kiesett | kiesett  |
| Moussa Fall                                            | 800 m           | 1:49,14  | 4.       | 36.      | kiesett     | kiesett     | kiesett     | kiesett  | kiesett  | kiesett  | kiesett | kiesett  |
| Amadou Dia Bâ                                          | 400 m gát       | 49,41    | 1.       | 5.       |             |             |             | 48,48    | 3.       | 4.       | 47,23   |          |
| Hamidou M'Baye                                         | 400 m gát       | 50,58    | 6.       | 23.      |             |             |             | kiesett  | kiesett  | kiesett  | kiesett | kiesett  |
| Joseph Diaz Amadou M'Baye Babacar Pouye Ibrahima Tamba | 4 × 100 m váltó | kizárták | kizárták | kizárták |             |             |             | kiesett  | kiesett  | kiesett  | kiesett | kiesett  |
| Ousmane Diarra Babacar Niang Moussa Fall Amadou Dia Bâ | 4 × 400 m váltó | 3:06,93  | 4.       | 11.      |             |             |             | 3:07,19  | 7.       | 13.      | kiesett | kiesett  |

Női
| Versenyző        | Versenyszám | Előfutam | Előfutam | Előfutam | Negyeddöntő | Negyeddöntő | Negyeddöntő | Elődöntő | Elődöntő | Elődöntő | Döntő   | Döntő    |
| Versenyző        | Versenyszám | Idő      | Hely.    | Össz.    | Idő         | Hely.       | Össz.       | Idő      | Hely.    | Össz.    | Idő     | Helyezés |
| ---------------- | ----------- | -------- | -------- | -------- | ----------- | ----------- | ----------- | -------- | -------- | -------- | ------- | -------- |
| Aïssatou Tandian | 400 m       | 52,95    | 3.       | 20.      | 52,33       | 6.          | 19.*        | kiesett  | kiesett  | kiesett  | kiesett | kiesett  |

* - egy másik versenyzővel azonos eredményt ért el

## Birkózás
Kötöttfogású
| Versenyző     | Versenyszám | Vigaszágas kiesés                                                                 | Vigaszágas kiesés | Helyosztók        | Helyosztók        | Bronz- mérkőzés   | Döntő             | Helyezés    |
| Versenyző     | Versenyszám | Vigaszágas kiesés                                                                 | Vigaszágas kiesés | 7. helyért        | 5. helyért        | Bronz- mérkőzés   | Döntő             | Helyezés    |
| Versenyző     | Versenyszám | Ellenfél Eredmény                                                                 | Hely.             | Ellenfél Eredmény | Ellenfél Eredmény | Ellenfél Eredmény | Ellenfél Eredmény | Helyezés    |
| ------------- | ----------- | --------------------------------------------------------------------------------- | ----------------- | ----------------- | ----------------- | ----------------- | ----------------- | ----------- |
| Oumar N'Gom   | 82 kg       | A csoport · 1. fordulóban erőnyerő · Roger Gößner (FRG) · kétvállas               | 7.                | kiesett           | kiesett           | kiesett           | kiesett           | helyezetlen |
| Tapha Guèye   | 90 kg       | B csoport · Vlagyimir Popov (URS) · kétvállas · Jean-Baptiste Youmbi (CMR) · 5–11 | 8.                | kiesett           | kiesett           | kiesett           | kiesett           | helyezetlen |
| Ambroise Sarr | 100 kg      | B csoport · Ilija Georgiev (BUL) · kétvállas · Gerhard Himmel (FRG) · kétvállas   | 8.                | kiesett           | kiesett           | kiesett           | kiesett           | helyezetlen |

Szabadfogású
| Versenyző   | Versenyszám | Vigaszágas kiesés                                                                      | Vigaszágas kiesés | Helyosztók        | Helyosztók        | Bronz- mérkőzés   | Döntő             | Helyezés    |
| Versenyző   | Versenyszám | Vigaszágas kiesés                                                                      | Vigaszágas kiesés | 7. helyért        | 5. helyért        | Bronz- mérkőzés   | Döntő             | Helyezés    |
| Versenyző   | Versenyszám | Ellenfél Eredmény                                                                      | Hely.             | Ellenfél Eredmény | Ellenfél Eredmény | Ellenfél Eredmény | Ellenfél Eredmény | Helyezés    |
| ----------- | ----------- | -------------------------------------------------------------------------------------- | ----------------- | ----------------- | ----------------- | ----------------- | ----------------- | ----------- |
| Djiby Diouf | 74 kg       | A csoport · Muhammad Anwar (PAK) · kétvállas · Mamadou Diaw Diallo (GUI) · passzivitás | 14.               | kiesett           | kiesett           | kiesett           | kiesett           | helyezetlen |
| Oumar N'Gom | 82 kg       | A csoport · Puntsagiin Sükhbat (MGL) · 0–15 · Čedo Nikolovski (YUG) · 1–6              | 12.               | kiesett           | kiesett           | kiesett           | kiesett           | helyezetlen |
| Tapha Guèye | 90 kg       | A csoport · Graeme English (GBR) · kétvállas · Mohammad Taj (AFG) · kétvállas          | 12.               | kiesett           | kiesett           | kiesett           | kiesett           | helyezetlen |

## Cselgáncs
| Versenyző       | Versenyszám | Csoport | Selejtező                         | 32-es főtábla                      | Nyolcaddöntő      | Negyeddöntő       | Elődöntő          | Vigaszág nyolcaddöntő | Vigaszág negyeddöntő                | Vigaszág elődöntő | Bronz- mérkőzés   | Döntő             | Helyezés |
| Versenyző       | Versenyszám | Csoport | Ellenfél Eredmény                 | Ellenfél Eredmény                  | Ellenfél Eredmény | Ellenfél Eredmény | Ellenfél Eredmény | Ellenfél Eredmény     | Ellenfél Eredmény                   | Ellenfél Eredmény | Ellenfél Eredmény | Ellenfél Eredmény | Helyezés |
| --------------- | ----------- | ------- | --------------------------------- | ---------------------------------- | ----------------- | ----------------- | ----------------- | --------------------- | ----------------------------------- | ----------------- | ----------------- | ----------------- | -------- |
| Pierre Sène     | Harmatsúly  | A       | erőnyerő                          | Brent Cooper (NZL) · 0000–1000     | kiesett           | kiesett           | kiesett           |                       |                                     |                   |                   |                   | 20.      |
| Babacar Dione   | Könnyűsúly  | B       | Hajtós Bertalan (HUN) · 0000–1010 | kiesett                            | kiesett           | kiesett           | kiesett           |                       |                                     |                   |                   |                   | 33.*     |
| Aly Attyé       | Váltósúly   | B       | erőnyerő                          | Gastón García (ARG) · 0000–1000    | kiesett           | kiesett           | kiesett           |                       |                                     |                   |                   |                   | 20.      |
| Akilong Diabone | Középsúly   | B       | Arnold Frick (LIE) · 1120–0000    | Charles Griffith (VEN) · 0000–0100 | kiesett           | kiesett           | kiesett           |                       |                                     |                   |                   |                   | 19.      |
| Lansana Coly    | Nehézsúly   | A       |                                   | Szaitó Hitosi (JPN) · 0000–1000    |                   |                   |                   |                       | Dimitar Zaprjanov (BUL) · 0000–1000 | kiesett           | kiesett           |                   | 9.       |

* - Az A csoportban szereplő, eredetileg bronzérmes brit Kerrith Brownt utólag kizárták, ezért Dione a 34. helyett a 33. helyen végzett.

## Úszás
Férfi
| Versenyző     | Versenyszám  | Előfutam | Előfutam | Előfutam | Döntő   | Döntő   | Döntő   | Helyezés |
| Versenyző     | Versenyszám  | Idő      | Hely.    | Össz.    | Típus   | Idő     | Hely.   | Helyezés |
| ------------- | ------------ | -------- | -------- | -------- | ------- | ------- | ------- | -------- |
| Bruno N'Diaye | 200 m vegyes | 2:29,18  | 8.       | 54.      | kiesett | kiesett | kiesett | kiesett  |
| Bruno N'Diaye | 100 m hát    | 1:05,06  | 8.       | 47.      | kiesett | kiesett | kiesett | kiesett  |
| Bruno N'Diaye | 50 m gyors   | 25,63    | 8.       | 56.      | kiesett | kiesett | kiesett | kiesett  |
| Mouhamed Diop | 50 m gyors   | kizárták | kizárták | kizárták | kiesett | kiesett | kiesett | kiesett  |
| Mouhamed Diop | 100 m gyors  | 54,93    | 1.       | 59.      | kiesett | kiesett | kiesett | kiesett  |
| Mouhamed Diop | 200 m vegyes | 2:20,74  | 7.       | 52.      | kiesett | kiesett | kiesett | kiesett  |